# Фридландские ворота (Нойбранденбург)
Фридландские ворота Нойбранденбурга (нем. Friedländer Tor) — северо-восточные кирпичные городские ворота крепости Нойбранденбург, в стиле северогерманской готики, являющиеся старейшими воротами города. Главные ворота были построены около 1300 года, Передние ворота — в первой половине XIV века, расположены в 45 метрах от Главных. Ворота выходили на дорогу, ведущую к Фридланду, Узедому и Анкламу.
Наряду с воротами в сооружение входит и бастион, построенный в XV веке, диаметром 14 метров и с толщиной стен 4 метра. Фахверковые дома, которые служили квартирой для княжеского сборщика налогов, а также для охранников крепости, были построены в крепостных стенах уже позднее — в XVIII веке.
На северной стороне ворот установлена мемориальная доска, посвященная ужасным событиям 1631 года, в ходе Тридцатилетней войны, — взятию города имперскими войсками генерала Тилли и последующему грабежу.

## Галерея

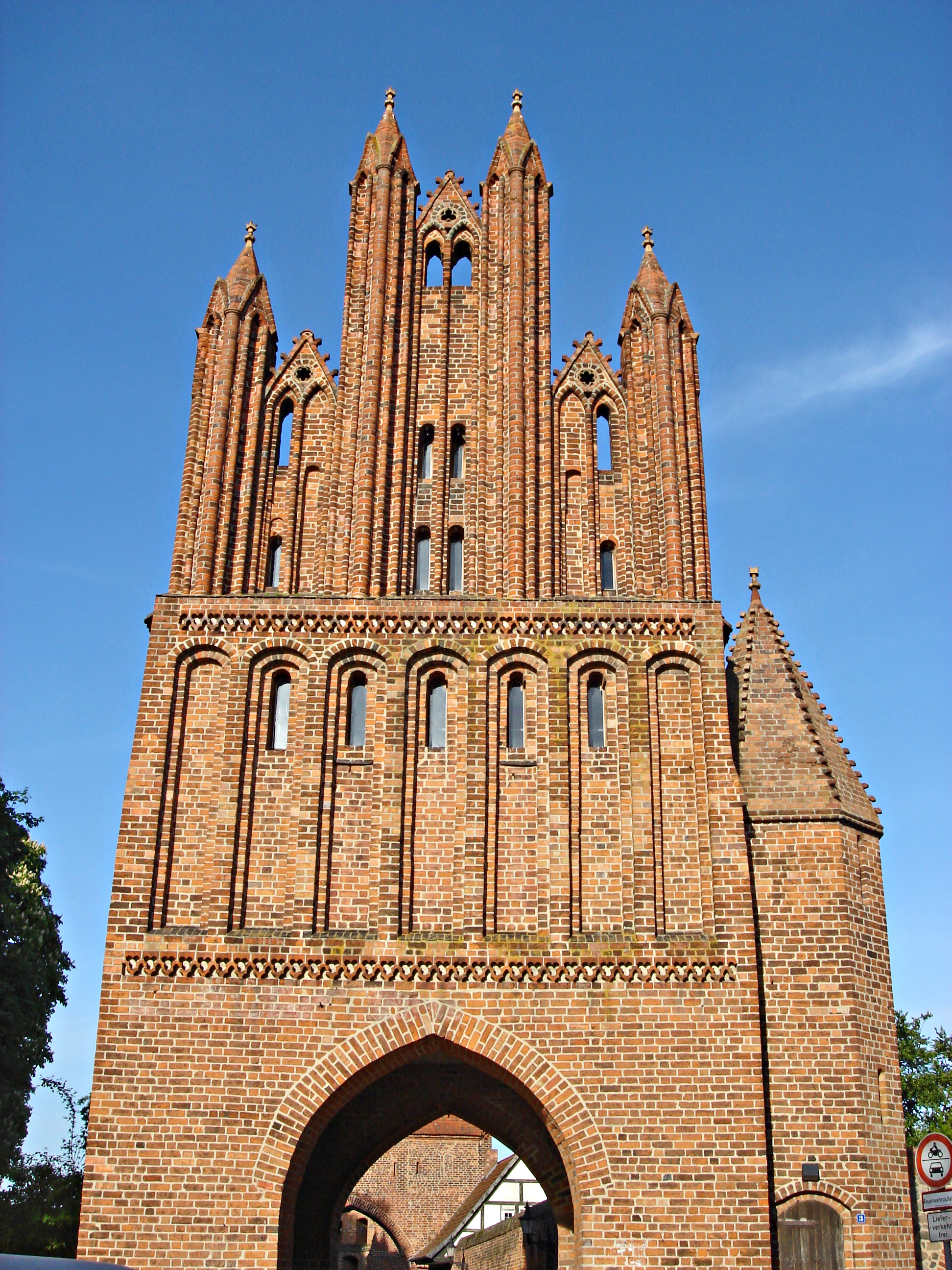
Главные Фридландские ворота
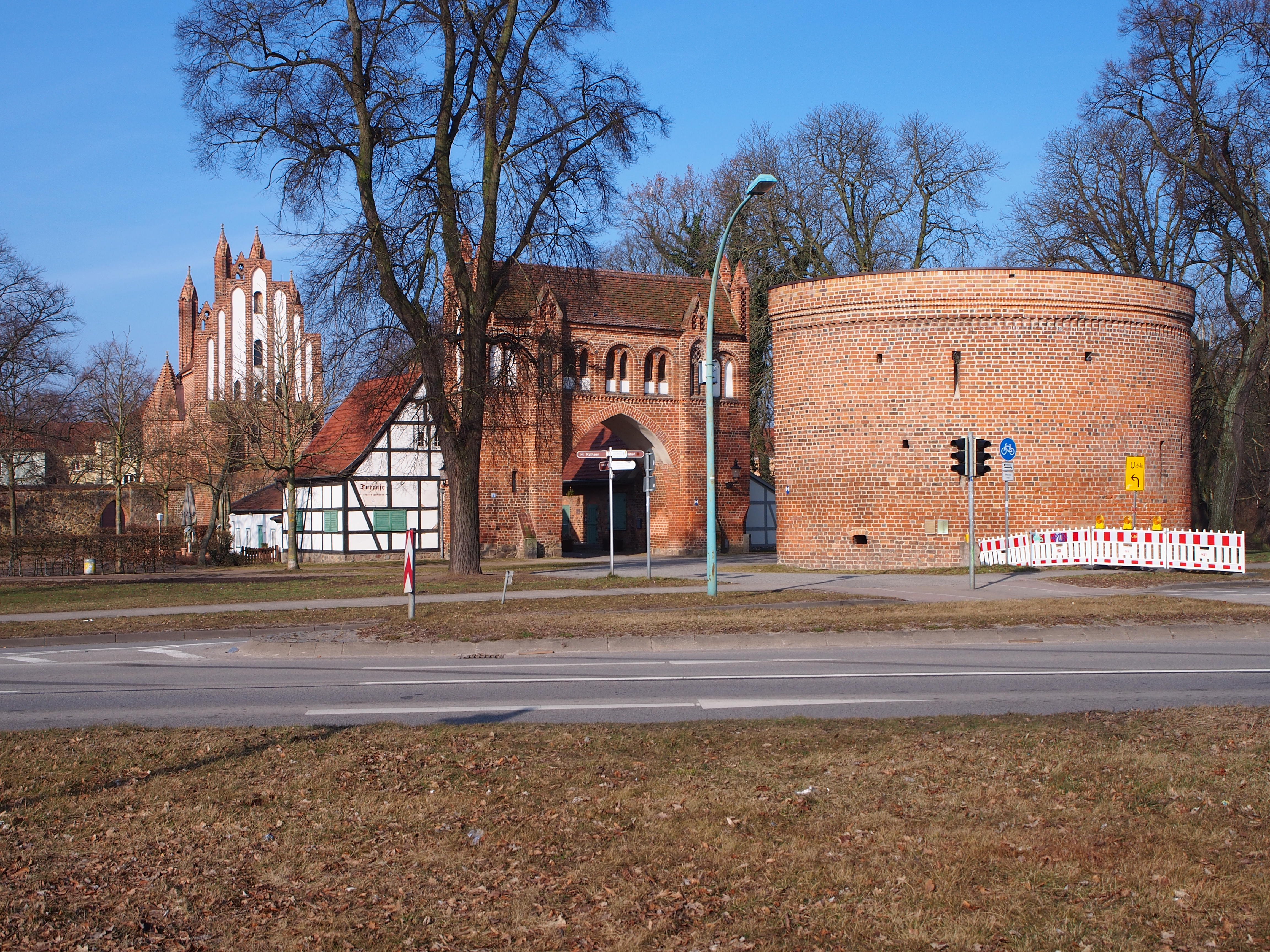
Передние Фридландские ворота
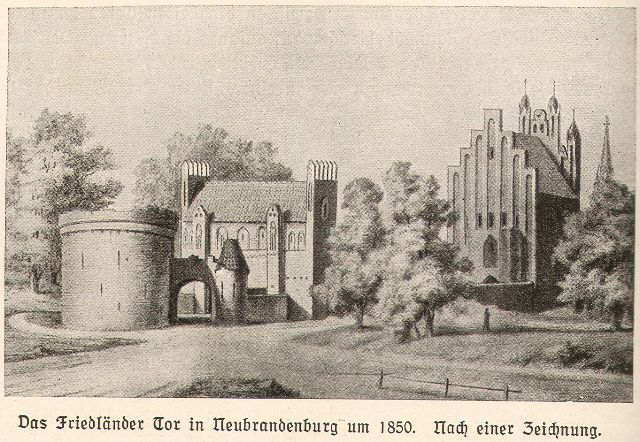
Фридландские ворота в 1850 году
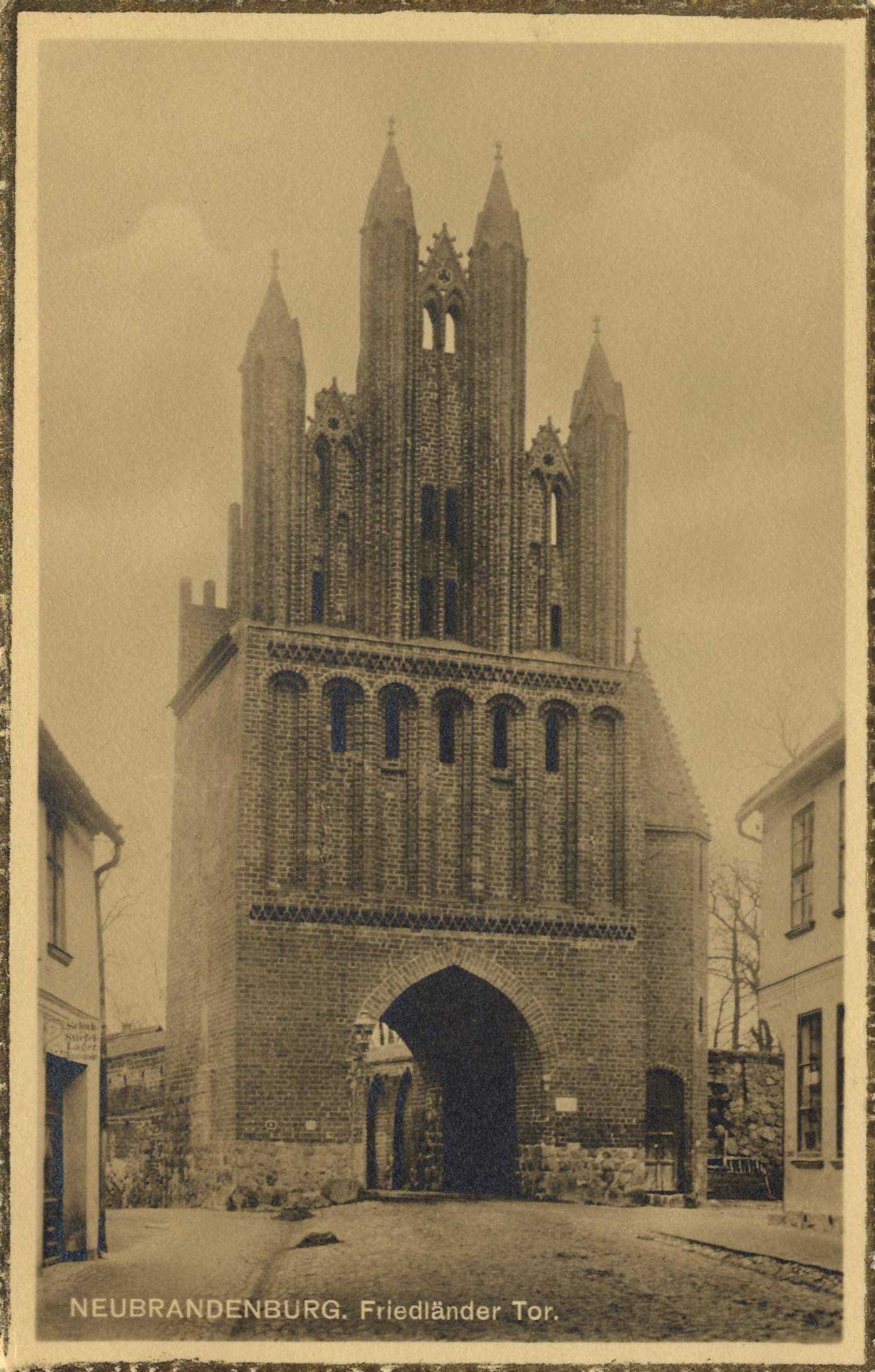
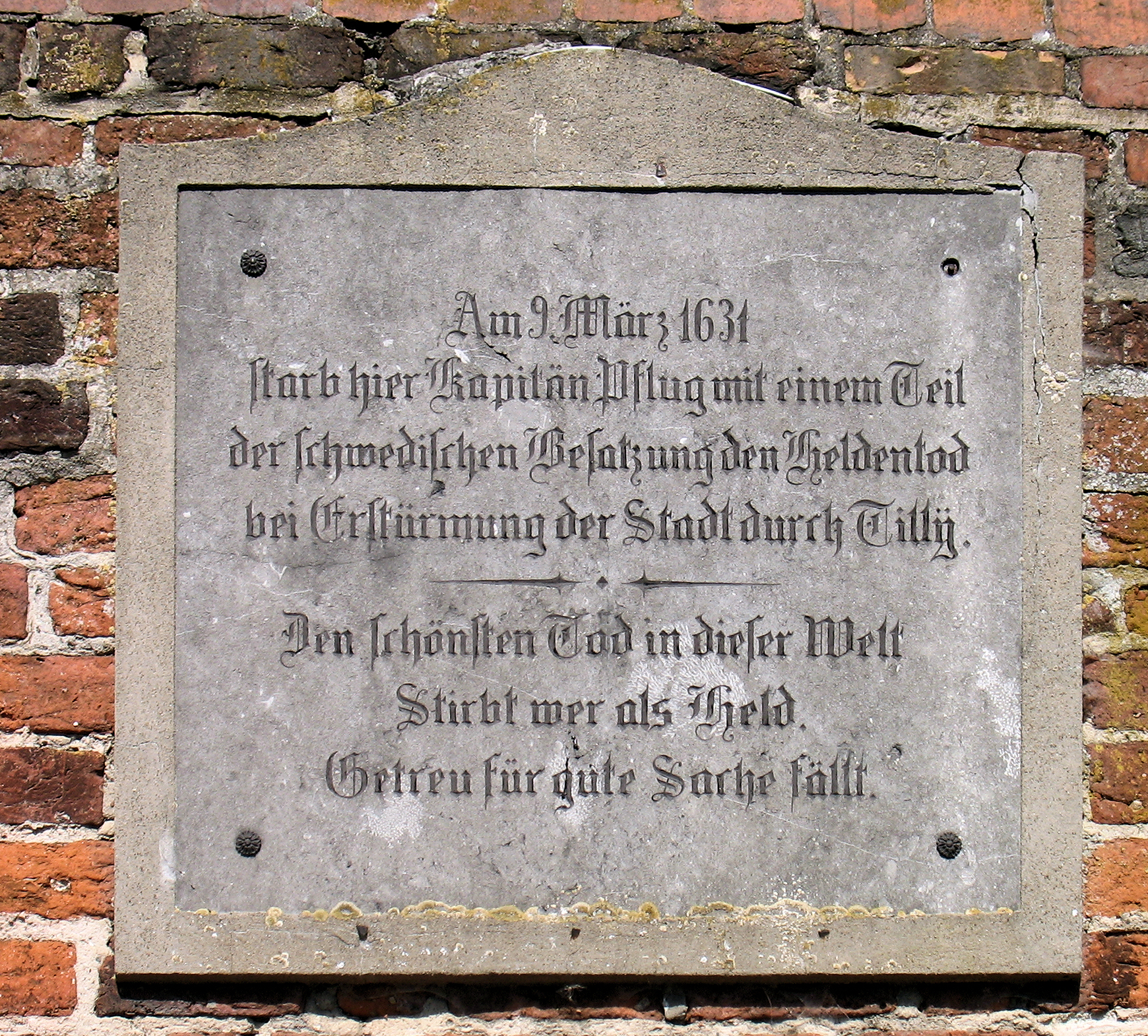
Мемориальная доска